# Juan Dolio
Juan Dolio är en ort i Dominikanska republiken.   Den ligger i provinsen San Pedro de Macorís, i den östra delen av landet, 60 km öster om huvudstaden Santo Domingo. Juan Dolio ligger 9 meter över havet och antalet invånare är 2 488.
Terrängen runt Juan Dolio är platt. Havet är nära Juan Dolio söderut.  Närmaste större samhälle är San Pedro de Macorís, 13,4 km öster om Juan Dolio. 